# Postal 3
Postal III è un videogioco sparatutto in terza persona sviluppato e pubblicato dalla software house russa Akella sotto licenza di Running with Scissors - proprietaria del franchise - nel 2011.
È il terzo capitolo della serie Postal, ma sostanzialmente rappresenta uno spin-off.

## Trama
Il gioco inizia esattamente sul ponte dove gli Zombie e i Militari hanno cercato di fermarci in "A Week in Paradise" (meglio conosciuto come Apocalypse Weekend). Invece di affrontare l'enorme Demone Mucca appena oltre il ponte ci troveremo subito in viaggio verso Catharsis, abbandonando Paradise al proprio destino. Postal Dude finalmente trova una città tranquilla pronta per essere soggiogata dalla violenza e dalla corruzione. Mentre svolge vari lavoretti momentanei nella "tranquilla" cittadina, Postal Dude si troverà varie volte in mezzo ad uno scontro e sarà costretto a dover scegliere da che parte stare.
Tra le varie missioni presenti nel gioco c'è quella di salvare (o uccidere) Uwe Boll, regista cinematografico famoso per la sua mania di realizzare film tratti da videogiochi (tra cui quello di Postal) e di sfidare i critici cinematografici ad un incontro di Pugilato. Nel gioco vi sono conseguentemente vari camei; il più sfruttato è quello di Ron Jeremy.

## Modalità di gioco
Rispetto al capitolo precedente, sono state modificate le dinamiche del gioco con l'introduzione della visuale in terza persona, oltre ad un generale miglioramento della grafica. Inoltre sarà possibile scegliere due strade durante il gioco: la strada buona o la strada cattiva. Ogni scelta modificherà il vostro personaggio e lo renderà il paladino della città o il ragazzaccio da evitare, attivando o saltando alcune missioni. Sempre la RWS ci comunica però che la via cattiva è più longeva e più difficile e di conseguenza consigliata per una campagna più longeva.
È stata introdotta la possibilità di cambiare il finale in base a due criteri, cioè "Karma", alterato dalle azioni compiute dal poco free roaming che il gioco regala, e "Schieramento", alterato dalla fazione che decidiamo di aiutare durante gli scontri proposti dalla situazione. La Running with Scissors Russa ha distribuito una patch (la V1.12) che, oltre a correggere vari bug all'interno del gioco, permette di giocare in modalità free roaming completa.